# Astrodon
Astrodon foi um género de dinossauro herbívoro saurópode que podia alcançar mais de 15 metros de altura. O primeiro foi encontrado no estado de Maryland, EUA, na década de 1850, foram encontrados outros no Texas. Alguns cientistas acreditam que também podem ter vivido na Europa. O seu nome significa “dente de estrela”. Sua espécie-tipo é denominada Astrodon johnstoni. Era um dinossauro de grandes dimensões, que viveu no local que atualmente a parte Leste dos Estados Unidos, durante o período Cretáceo (há aproximadamente 112 milhões de anos).

## Descoberta

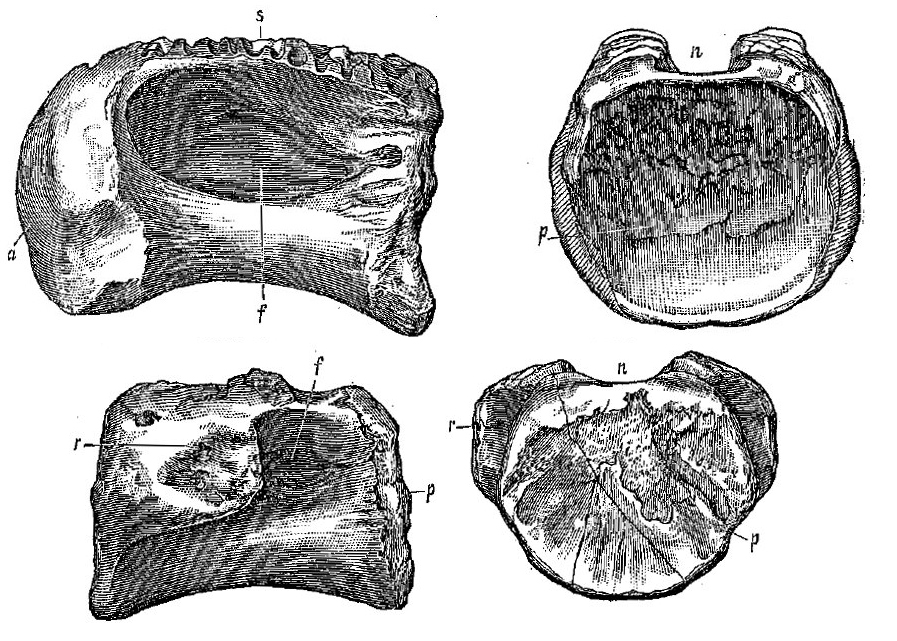
Esboço das vértebras dorsais do Astrodon

Em 1888, O. C. Marsh nomeou alguns ossos encontrados na Formação Arundel, em Muirkirk, Maryland, de Pleurocoelus nanus e P. altus. No entanto, em 1903 John Bell Hatcher, levando em consideração a semelhança dos dentes de Astrodon johnstoni e os dentes da Formação Arundel referidos a Pleurocoelus nanus, argumentou que este último representa a mesma espécie que o primeiro e que o nome Astrodon, portanto, tinha prioridade. Em 1921, Charles W. Gilmore concordou que o gênero Pleurocoelus é um sinônimo júnior de Astrodon, mas ao mesmo tempo manteve P. nanus e P. altus como espécies separadas do mesmo. Outras espécies ao mesmo tempo atribuídas ao gênero incluem Astrodon valdensis e Astrodon pussilus. Em 1962, R. F. Kingham atribuiu o Brachiosaurus, incluindo todas as suas espécies, ao Astrodon como um subgênero. Carpenter e Tidwell (2005) aceitaram o argumento de Hatcher de que há apenas uma espécie de dinossauro saurópode conhecida da Formação Arundel e que Astrodon johnstoni é o sinônimo sênior de Pleurocoelus nanus (bem como de P. altus) na primeira descrição detalhada deste dinossauro. A maioria dos ossos do Astrodon são juvenis, e Carpenter e Tidwell consideraram as duas espécies nomeadas por Marsh, P. nanus e P. altus, como diferentes estágios de crescimento do Astrodon johnstoni.